# Héctor Olivera
Héctor Emilio Olivera (Olivos, Buenos Aires, 5 d'abril de 1931) és un productor, guionista i director de cinema argentí. És un dels cineastes més reconeguts de la seva generació en particular i del cinema del seu país en general.

## Biografia
Va estudiar primer en el Liceu militar, fins que als catorze anys va ser portat per la seva mare a Estudis Baires. Als setze anys va començar la seva carrera com a segon ajudant de direcció a La gran tentación, pel·lícula en la qual treballaven Carlos Cores i Elisa Christian Galvé, entre d'altres.
En 1950 va començar a treballar amb Eduardo Bedoya a Artistas Argentinos Asociados en la part de producció. Al costat de directors com Mario Soffici, Tulio Demicheli, Carlos Rinaldi i Luis César Amadori va anar aprenent sobre cinema, la qual cosa va possibilitar el seu ascens a productor executiu independent. Amb Fernando Ayala crea la productora Aries Cinematográfica Argentina. Olivera es va ocupar de la producció i Ayala de la direcció. Comencen a treballar en 1958 amb la filmació d' El Jefe, sent Olivera coproductor.
Després de diverses pel·lícules en les quals ocupava càrrecs de producció i que van ser dirigides per Ayala, entre elles la cèlebre Paula cautiva, es va iniciar en la direcció amb un film menor, Psexoanálisis. Després de diversos llargmetratges, comencen les seves obres cims amb La Patagonia rebelde (basada en un llibre d'Osvaldo Bayer sobre els successos de la Patagònia rebel de 1921) i El muerto. També comença a accentuar-se la censura, sobretot durant l'època en què Miguel Paulino Tato va ser censor del govern peronista de María Estela Martínez.
Després arribarien La Noche de los Lápices, una altra obra de qualitat; El caso María Soledad, sobre l'assassinat de María Soledad Morales, i Una sombra ya pronto serás guanyadora de 5 premis Cóndor de Plata i basada en la novel·la homònima d'Osvaldo Soriano. A Antigua vida mía, basada en la novel·la de Marcela Serrano, li segueix Ay, Juancito (2004), centrada en la figura de Juan Duarte, el germà d'Evita, esposa de Juan Domingo Perón. Aquesta pel·lícula va obtenir dos premis Còndor de Plata al Millor Actor Revelació (Adrián Navarro) i Millor Vestuari (Horace Lannes) i va ser premiada al Festival Internacional de Cinema del Caire.
A televisió va dirigir la sèrie basada en el conte de Jorge Luis Borges, El evangelio según Marcos en coproducció amb Televisión Española. Després va realitzar Nueve lunas (director i productor), De poeta y de loco, Archivo negro, Laura y Zoe i La defensora.
El 1996 va rebre el premi Cóndor de Plata a la trajectòria que entrega l'Asociación de Cronistas Cinematográficos de la Argentina. El 2001 va rebre el Premi Konex - Diploma al Méritro per la seva trajectòria com a Productor en l'última dècada.
L'any 2013 va ser declarat personalitat destacada de la Cultura de la Ciutat de Buenos Aires.

## Vida personal
En els anys '50 Olivera va tenir un breu romanç amb l'actriu Gilda Lousek, segons va revelar en la seva autobiografia. En 1966 es va casar amb Beba Etchebehere, filla del director de fotografia Alberto Etchebehere, amb qui va tenir tres fills: el també realitzador Javier, Marcos i Andrés. En 1984 va néixer Clara, la seva quarta filla, producte d'una relació extramatrimonial amb la seva secretària. En 1985 va començar a sortir amb Dolores Bengolea, reneboda de Victoria Ocampoamb qui es va casar en 1993 i va tenir a la seva cinquena filla, Serena, nascuda aquest mateix any.
En la seva autobiografia Fabricantes de sueños (2021), Olivera conta que durant alguns anys va ser amant de Fernando Ayala, el seu productor, amic i company a qui va conèixer en la pel·lícula Allá en el setenta y tantos (1945) i amb qui va fundar la llegendària productora Aries.

## Filmografia

### Cinema
Director
- Psexoanálisis (1968)
- Los neuróticos (1971)
- Argentinísima (1972)
- Argentinísima II (1973)
- Las venganzas de Beto Sánchez (1973)
- La Patagonia rebelde (1974)
- El muerto (1975)
- El canto cuenta su historia (1976)
- La nona (1979)
- Los viernes de la eternidad (1981)
- Buenos Aires Rock (1983)
- No habrá más penas ni olvido (1983)
- Reina salvaje (1984)
- Los hechiceros del reino perdido (1985)
- La muerte blanca (1985)
- La Noche de los Lápices (1986)
- Matar es morir un poco (1989)
- Negra medianoche (1990)
- El caso María Soledad (1993)
- Una sombra ya pronto serás (1994)
- Antigua vida mía (2001)
- Ay, Juancito (2004)
- El mural (2010)

Assistent de director
- Ellos nos hicieron así (1953)
- Del otro lado del puente (1953)
- Esperanza (1949)

Productor
- Huis Clos (A puerta cerrada) (1962)
- Las locas del conventillo (María y la otra) (1966)
- Primero yo (1969)
- La fiaca (1969)
- La gran ruta (1971)
- Los éxitos del amor (1979)
- La playa del amor (1980)
- La discoteca del amor (1980)
- Días de ilusión (1980)
- Amazonas (1986)
- El ojo de la tormenta (1987)

Argument
- Primero yo (1969)
- Psexoanálisis (1968)

### Televisió
| Any       | Títol                     | Canal                        |
| --------- | ------------------------- | ---------------------------- |
| 1993      | El evangelio según marcos | Televisión Española          |
| 1994-1995 | Nueve lunas               | Canal 13                     |
| 1996      | De poeta y de loco        | Canal 13                     |
| 1997      | Archivo negro             | Canal 13                     |
| 1998      | Laura y Zoe               | Canal 13                     |
| 2012      | La defensora              | Televisión Pública Argentina |

## Publicacions
- "Fabricante de sueños". Editorial Sudamericana. Penguin Random House ISBN 9789500764247